# Clau francesa

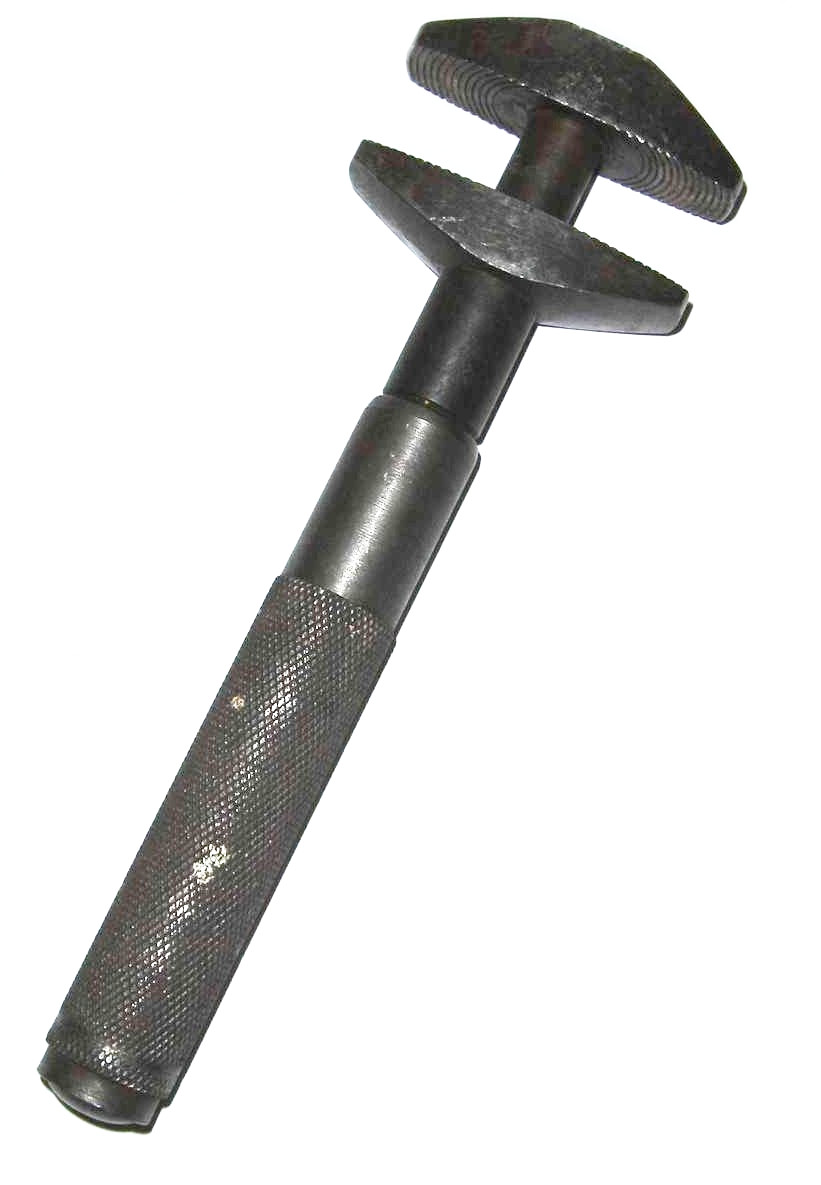
Clau francesa

Una clau francesa, és una clau ajustable en forma de T amb doble gola, el mecanisme de la qual s'acciona mitjançant un mànec giratori. Es va comercialitzar al segle xix i a principis del segle xx, però fou substituïda, de mica en mica, per la clau anglesa més lleugera i més petita.

## Origen del terme
En algunes llengües (rus, ucraïnès, etc..) s'atribueix a l'enginyer francès Le Roy-Tribeau, que va rebre una patent per al disseny el 1837. Als països de parla alemanya, la clau és també coneguda com Franzose, a Polònia - com a clau francesa.

## Simbolisme

Senyal de trànsit rusa amb clau francesa

La imatge de la claus francesa està present al senyal de trànsit que significa "Manteniment de cotxes".

## Tipus de claus similars
Una clau similar és l'anomenada clau Ford (alemany: Engländer), que té una forma lleugerament diferent, és la modificació americana que en comptes d'un mànec giratori utilitza un cargol sota la mordassa inferior. Als països de parla anglesa es coneix com a monkey wrench.
Apart de comparar-la amb clau Ford de vegades se la confon amb la Clau Stillson, ja que també té un mànec, a diferència de la clau Johansson, que té dos braços per agafar-la y fer palanca.